# Globigerinitoidea
Globigerinitoidea es una superfamilia de foraminíferos planctónicos del suborden Globigerinina y del orden Globigerinida. Su rango cronoestratigráfico abarca desde el Paleoceno hasta la Actualidad.

## Discusión
Clasificaciones previas incluían los taxones de Globigerinitoidea en la superfamilia Globorotalioidea o en la superfamilia Hantkeninoidea.

## Clasificación
Globigerinitoidea incluye a las siguientes familias:
- Familia Candeinidae
- Familia Globanomalinidae †
- Familia Globigerinatellidae †
- Familia Globigerinitidae †
- Familia Planorotalitidae †
- Familia Tenuitellidae †